# Invertébrés sur les timbres de Wallis-et-Futuna
Wallis-et-Futuna a émis régulièrement des timbres avec des fleurs et des animaux.

## 1984
| Valeur faciale | Légende               | Remarque                          |
| -------------- | --------------------- | --------------------------------- |
| 22 f           | Strombus lentiginosus |                                   |
| 25 f           | Lambis chiragra       |                                   |
| 35 f           | Strombus dentatus     | Synonyme : Canarium dentatus      |
| 43 f           | Lambis scorpius       |                                   |
| 49 f           | Strombus aurisdianae  | Synonyme : Euprotomus aurisdianae |
| 76 f           | Lambis crocata        |                                   |